# Усугли
Усугли́ — село в Тунгокоченском районе Забайкальского края России. Административный центр сельского поселения «Усуглинское».

## География
Село находится на правом берегу реки Усугли (левый приток Ульдурги, бассейн реки Нерча), на расстоянии 6,5 км к юго-востоку от села Верх-Усугли, административного центра района. 

## История
Основано в 1918 году жителями села Алексеевка, отправленных на поиски земель, пригодных для сельского хозяйства. В 1924 году в селе открыта школа. В 1929 году создана коммуна им. Будённого, в 1932 году — колхоз «Луч тайги», и машинно-тракторная станция к 1939 году.

## Улицы
| - ул. Весенняя, - ул. Дорожная, - ул. Заозёрная, - пер. Кооперативный, - ул. Лесная, - ул. Микрорайон № 1, | - ул. Молодёжная, - ул. Набережная, - ул. Новая, - ул. Октябрьская, - ул. Портовая, - ул. Пролетарская, | - ул. Рабочая, - ул. Советская, - ул. Совхозная, - ул. Трудовая, - пер. Школьный, - ул. Юбилейная. |

## Экономика
В селе действует ООО «Плавикошпатовый рудник Усугли». 

## Инфраструктура
В селе функционируют общеобразовательная школа, детский сад, ФАП, отделение связи.

## Население
| 1989 | 2002 | 2010 | 2021 |
| ---- | ---- | ---- | ---- |
| 1210 | ↘908 | ↘790 | ↘681 |